# Anaxarete

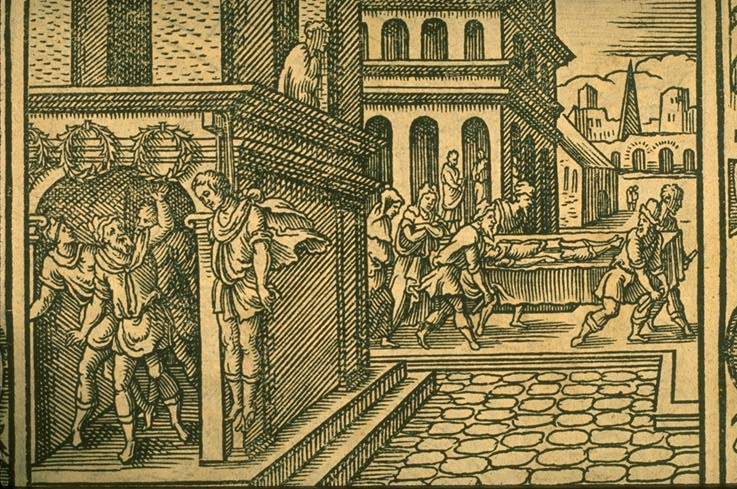
Iphis och Anaxarete. Gravyr av Virgil Solis.

Anaxarete var i grekisk mytologi en söt ung flicka från Cypern som herden Iphis var kär i. Hon var ointresserad, vilket ledde herden till självmord, något som inte heller berörde henne, hon var kall som sten, så Afrodite förvandlade henne till en sådan.